# Tiverton, Rhode Island
Tiverton är en kommun (town) i Newport County i delstaten Rhode Island, USA med cirka 15 260 invånare (2000). Den har enligt United States Census Bureau en area på 94,1 km².

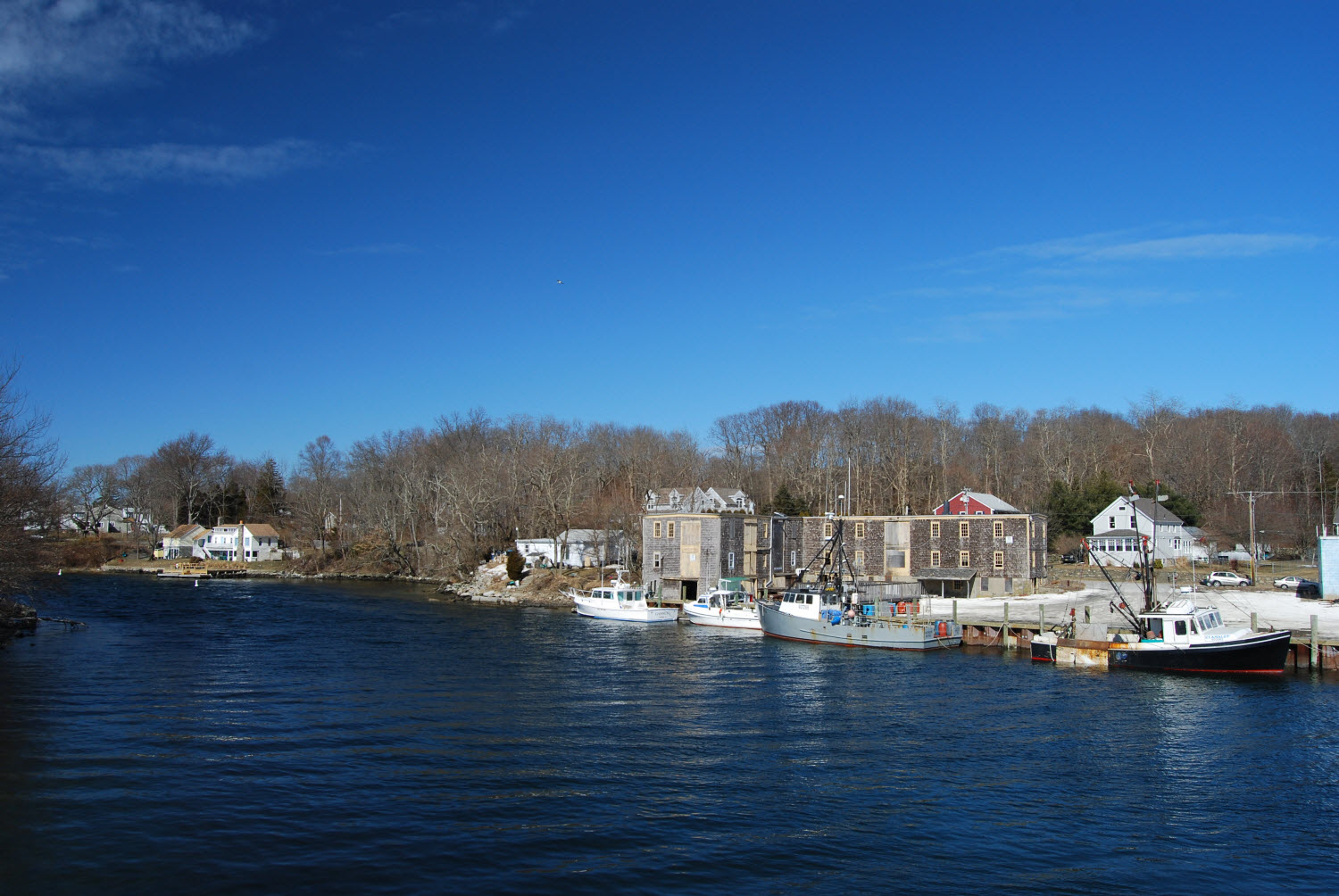
Quaket River.